# Jean-François Gariépy
Jean-François Gariépy (Sainte-Sophie, Quebec; 1984) es un youtuber, nacionalista blanco y comentarista político de extrema derecha canadiense.
Gariépy presentó el canal de YouTube The Public Space (antes de lanzar su canal actual JFG Tonight) donde pide la creación de un etnoestado blanco, promueve mensajes antisemitas y aboga por la «superioridad genética» de los blancos. La Liga Antidifamación enumera The Public Space entre los «canales supremacistas blancos». Gariépy ha sido descrito como un «abanderado de la extrema derecha».

## Primeros años
Gariépy se crio en el municipio quebequense Saint-Sophie. Estudió biología en la Universidad de Montreal. En 2008, la Sociedad de Neurociencia otorgó a Gariépy el Next Generation Award. En 2012, finalizó una tesis doctoral en francés sobre las redes neuronales implicadas en el ritmo respiratorio de las lampreas. Desde septiembre de 2011 hasta septiembre de 2015, Gariépy estudió las interacciones sociales en monos en el Instituto de Ciencias del Cerebro de la Universidad de Duke. A lo largo de su carrera científica, Gariépy publicó 21 artículos de investigación que fueron citados 529 veces.
A Gariépy no se le pidió que regresara a su puesto posdoctoral. En ese momento, Gariépy estaba en una relación con uno de sus asistentes de laboratorio universitarios. Gariépy le dijo a The Daily Beast que dejó la Universidad de Duke para ir a Canadá porque «se había desilusionado de la comunidad científica». En una publicación en Facebook, Gariépy dijo que abandonaba la academia porque era "defectuosa" e interfería con «una verdadera búsqueda del conocimiento». Dijo que seguiría buscando "una mejor manera" de satisfacer su curiosidad científica.  A partir de 2018, se había mudado de regreso a Canadá luego de cambios en su estatus migratorio legal relacionados con su divorcio de su tercera esposa.

## Carrera
Gariépy hizo su primera aparición pública en el episodio 76 del podcast Drunken Peasants en 2015. En 2017, se unió al canal de YouTube Warski Live como coanfitrión. Gariépy introdujo temas como el racismo científico al discutir las diferencias étnicas con invitados como Richard B. Spencer, Andrew Anglin y Sargon of Akkad. En ese canal, Gariépy ganó notoriedad entre la extrema derecha como moderador de los llamados «YouTube Bloodsports», donde dos o más invitados, principalmente de derecha, entablan discusiones a menudo altamente abusivas sobre política.
Después de una pelea con su coanfitrión, Andy Warski, en abril de 2018, Gariépy fundó su propio canal de YouTube llamado The Public Space. El canal ha presentado, entre muchos otros, a nacionalistas blancos y figuras de la extrema derecha como David Duke o Nick Fuentes, además de la activista antitransgénero Posie Parker.